# 不要摸我 (安杰利科修士)
《不要摸我》（拉丁语：Noli me tangere）是安杰利科修士的一幅亲笔签名的湿壁画作品，绘制于1438-1440年,用于装饰佛罗伦萨的圣马尔谷修道院,高177厘米,宽139厘米。这幅画描绘了约翰福音中，耶稣复活后，遇到抹大拉的马利亚。